# 向陽素描
《向陽素描》是蒼樹梅以四格漫畫形式發表的日本漫畫作品，在芳文社的月刊雜誌《Manga Time Kirara Carat》（まんがタイムきららCarat）的2004年4月號開始連載，是該雜誌的招牌作品。截至2020年3月，已出版10本單行本，在台灣及香港由尖端出版代理出版中文譯本。簡稱為（Hidamari）、（Hidasuke）。
2007年，改編電視動畫第1季播出，其後製作至第4季。此外，還有其他作家創作的跨媒體展開，包括小說、漫畫選集、網路電台節目、廣播劇CD、電子遊戲以及音樂。

## 劇情簡介
一位憧憬山吹高中美術科，由乃。因為家中離學校很遠，而住在校門前的公寓「向陽莊」。住在隔壁的是同學年的同學宮子，而住在各自房間正下方的是學姊尋和沙英。因為同住宿舍而變得熟悉的不同性格的四人，每天都有著既奇怪又有趣的事情發生。

## 登場人物
注意：本表中文譯名採用尖端出版社中文版譯名。

### 向陽莊住客
由乃（聲優：阿澄佳奈）
本作主角。山吹高中美術科1年級A班→2年級A班學生→3年級A班學生。身高144cm。住在向陽莊201號室。山梨縣出身。家中獨女。以一個高中生而言身型稍嫌矮小，有時甚至會被人認為是小學生。鞋子的尺寸是21.5公分。卡其色短髮、眼珠也是卡其色。頭部兩側×型的髮夾則是黑的。宮子以稱呼她。
坦率、溫柔、做任何事都會全力以赴。對可愛的事物沒有自制能力。天然呆，經常對事情或別人的說話有所誤會。雖然為人寬容，但對於一些信念等仍然會有所堅持。運動方面完全不在行。在游泳方面以「鋸子」自居（不懂游泳的人在日本可被稱為「鎚子（かなづち）」，但由乃誤以為是稱為「鋸子（のこぎり）」）。另外，對於電腦及網路等範疇亦不太在行。
宮子（聲優：水橋香織）
山吹高中美術科1年級A班→2年級A班學生→3年級A班學生。身高165cm。住在向陽莊202號室。福岡縣出身。綽號為「小宮（宮ちゃん）」。老家有兩個哥哥，所以小時候常接觸男子玩具。身材好，有活力、開朗、樂天，但有時候也有點天然呆，常常因誤會而胡思亂想。經常製造麻煩、說話不經腦袋，即使是性格溫馴的前輩尋也經常被宮子氣得發瘋。對著身為師長的吉野屋老師也甚少使用敬語。
十分具有美術天賦，儘管入學考試當天罹患重感冒，還是得到推薦入學的資格。畫風傾向於抽象派。
不知為何總是不夠錢花，一有機會便會要尋、沙英及由乃請吃東西。對食物的話題十分敏感。腹時計誤差1分鐘之內。
自稱小時候家境貧寒，因此有一些別人意想不到的艱難和奇妙經歷。
有感性的一面，例如被由乃稱讚自己可愛後，露出罕見的表情和尋與沙英遷走後，掩面流淚，但不輕易展示於他人面前。
因家境不佳出路調查時一度考慮放棄升學回老家務農，後得家人支持決定繼續升學。
尋（聲優：後藤邑子）
山吹高中美術科1年級A班→2年級A班→3年級A班學生→畢業。身高155cm。住在向陽莊101號室。山形縣出身。是個左撇子。粉紅色的頭髮，在頭的左右各有一髮髻，但天氣潮濕時會飄著很多鬆散的波浪型頭髮。眼珠也是粉紅色。
為人大方，所以甚少動怒，一旦發怒卻非同小可，尤其是肥胖有關的話題，可以同時擊倒向陽莊五人。因為怕胖，所以經常計算著卡路里的吸收及郵購大量減肥食品，但同時卻又喜歡甜的食物，尤其是蛋糕，因此不斷重複著減肥的循環。廚藝十分了得，所以經常在沙英趕小說稿的時候照顧沙英的飲食，和沙英有著深厚的友情。
時常賴床，更常於起床後到後園夢遊，因而沙英忠告向陽各人忽視賴床夢遊中的尋。
志願是畢業後成為山吹高中教師，曾因為擔心與向陽莊的朋友們別離而傷心一段日子。
雖然未成年，但喜歡喝酒，而且酒品很差，鑒於在宮子及由乃的歡迎會上發酒瘋的關係，於翌年乃莉與小薺的歡迎會只提供普通飲料。
從山吹高校畢業後獲美術大學取錄，已遷出向陽莊，與沙英合租一個單位。
沙英（聲優：新谷良子）
山吹高中美術科1年級A班→2年級A班→3年級A班學生→畢業。身高167cm。住在向陽莊102號室。頭髮及眼珠都是深藍色，帶眼鏡。身材高挑，但胸部比由乃還要小。有一位妹妹叫智花。
不擅長說謊，但在四位主角中是最強的吐槽者。私下是一位小說家，在「月刊」上以筆名「橘文（たちばな あや）」連載小說，經常在交稿的期限前為了趕稿而廢寢忘食，要尋為她勞心。讀美術科是想親自為自己的小說畫插圖，本人說這樣會較為傳神。小說的題材是愛情，另外本人說過小說的內容要根據實際經驗取材，但戀愛經驗卻欠奉，一談起戀愛等話題時就會顯得緊張和臉紅耳熱。
平常看似很豪爽、成熟、不拘小節，但事實上卻非常害羞，常常對妹妹耍性子。
運動神經甚佳，對此相當有自信。能夠從游泳接力賽中奪冠，網球比賽中可與其他男同學匹敵。
從山吹高校畢業後獲家鄉地區大學文學部取錄，已遷出向陽莊，與尋合租一個單位。
乃莉（聲優：原田瞳）
山吹高中美術科1年級A班學生→2年級A班學生。漫畫第4卷出場。住在向陽莊103號室。關西出身。藍綠色長髮，扎雙馬尾。個性直率，跟小薺相比外向了許多。
向陽莊唯一的電腦使用者，愛好電腦，如CG、HTML、Flash之類，因為她的關係向陽莊才裝上網路線。
小薺（聲優：小見川千明）
山吹高中普通科1年D班學生→普通科2年D班。向陽莊第一位普通科的學生。漫畫第4卷出場。住在向陽莊203號室。沙金色短髮，兩邊都扎著髮帶，瀏海寬長。出身於綠市本地，家中獨女，但因父親調職母親也陪同前往，因此住到向陽莊。
個性文靜內向，自認為自己沒有任何優點而感到自卑。不過在學校頗受男生歡迎，也因此經常感到苦惱。
茉里
向陽莊的新住客，山吹高中美術科1年A班。住在101室。淡紫色長髮。
將要入讀山吹高中1年級美術科時，打算到蛋糕店購買蛋糕給向陽莊各人作見面禮時與由乃及宮子偶遇。
對美術科充滿幻想，認為有關的事物都較特別，所以差點穿充滿個性的便服參加入學式。
易胖的體質，所以經常節食。

### 山吹高中相關
吉野屋老師（聲優：松來未祐）
由乃、宮子的美術老師，也是尋和沙英一年級時的美術老師。身高158cm。深綠色的長直髮，後面用了黃色的絲帶綑起了一小束，眼珠也是深綠色。身材很好。本名不詳。是山吹高中的畢業生，但畢業年份及年齡不詳（本人說是「永遠的17歲」）。
是一個好老師，了解學生的交友情況，所以修學旅行分組時能把好友們分在同一組。也曾為了鼓勵由乃，而親吻她的臉頰。
給學生出講課題目時，有不少是即興想出的。
喜歡有花邊、多摺疊及飄逸的衣服。經常自己動手縫製衣服，曾cosplay女僕、聖誕女郎、導遊小姐、新娘等，但本人卻並不認為那是cosplay。小孩子性格，可用天真爛漫來形容，其父母也當她是小女孩般對待。在上課時不時自說自話，說一些令學生不懂應對的話題。而且亦因為沒有做師長的自覺，所以經常被校長責罵。似乎毫無戀愛經驗，於SP第二集中強調暗示自己仍然是處女。因名字跟食店吉野家的名稱相似（日語中同音），因此宮子曾問過她是否喜愛吃牛肉飯。
校長先生（聲優：長）
山吹高中年老的校長。頭部非常長，耳朵上至後勺生有白色卷髮，但頭頂及前額卻亮得發光。平常身體會不斷微微顫抖，說話亦斷斷續續，但運動非常了得。常常為沒有做師長自覺的吉野屋老師而感煩惱，但私下仍欣賞吉野屋老師對美術的熱誠從未冷卻。住址不詳，但行動範圍多是在學校附近。雖然嚴格，但也有溫柔跟孩子氣的一面。
桑原老師（聲優：鈴木菜穗子（第5話）、木川繪里子（特別編第2話、×365）、桑谷夏子（×☆☆☆、蜂窩））
山吹高中的保健室校醫。穩重負責任，對於常躲到保健室的吉野屋有時會感到苦惱。
益子老師（聲優：寺島拓篤）
山吹高中的男美術教師，2年級B班的導師。帶眼鏡。與吉野屋老師共用美術準備室，經常被吉野屋老師壓在頭上。平時十分準時。
夏目（聲優：福圓美里）
山吹高中美術科2年級B班→3年級B班學生，傲嬌。經常無緣無故針對和嘲笑沙英，但是實際上她一直想與沙英成為好友。當初入學時在無助的時候得到沙英的幫助，因而對沙英心存感激和好感。不過看到沙英和尋到親密無間之後，由於嫉妒而改變了對沙英的態度。在動畫中，夏目還是沙英小說的書迷。
有澤（聲優：中原麻衣）
山吹高中美術科3年級學生，原名有澤阿里沙（有沢ありさ）。第4卷登場。一次由乃把手機遺漏在學校美術室，撥通自己的手機號碼，當時逃掉補習班獨自在美術室畫畫的有澤接聽了由乃的手機，兩人從而相識；當時有澤的目標是考入美術大學。在第4卷稍後，她已經順利進入了美術大學。畢業後不時與由乃見面及參觀山吹高中文化祭。
真實（聲優：澤城美雪）
由乃和宮子的同學，班長。
中山（聲優：福圓美里）
由乃和宮子的同學。
岸麻衣子（聲優：半場友惠）
年輕的女電影導演，美術大學畢業。高中就讀於山吹高中美術科，當時是吉野屋老師的學生。高中時偶然在文化祭的班級話劇中負責拍攝工作而熱愛上拍攝影片。她因拍攝電影《裏新宿之狼》（裏新宿の狼）而獲得了「第28回青空食品影像評選會特別獎」。

### 其他
房東（聲優：澤城美雪）
向陽莊的年輕女房東，本名不詳，山吹高中普通科舊校友。居住的地方離向陽莊大約有20分鐘走路的路程。性格爽朗、隨意。喜歡喝酒和吸煙。在動畫中曾經多次試圖戒煙，但是每次都迅速失敗。
當初裝修向陽莊時，由於預算不足，曾親手改裝202室。
雖然是房東，但不知為何總是缺錢，因而長期兼職多份工作。
由於向陽莊長期以來接納了許多山吹高中的學生，因而她與學校內的教職員關係不錯。
智花（聲優：釘宮理惠）
沙英的妹妹，學籍晚沙英兩屆，和沙英相反是性格開朗的少女，中學至高中參與吹奏樂部。羨慕姊姊能離家就讀高中但自己只能報考家鄉的高中。與同年的小薺與乃莉很要好。
美里（聲優：小清水亞美）
動畫版登場。比尋和沙英高2個年級的前輩，曾經住在向陽莊201號室。喜歡惡作劇，在向陽莊內設置了不少隱蔽的「陷阱」。
梅老師（聲優：蒼樹梅）
在動畫的開頭及過場中登場，是個像蝶蛹般的奇怪生物，為原作者的自畫像。基本上，和故事主線無關。根據作者在漫畫中的介紹，梅老師身高57m，三圍都是129.3cm（與哆啦A夢相同）；8月3日出生（與作者一樣）；主要成份是炒米粉；興趣是一人短劇；似乎曾在卡拉OK連續唱30次ulfuls的《ガッツだぜ!!》。

## 主要舞台
向陽莊
山吹高中校門對面，只隔一條馬路的兩層高公寓，有6個房間。由乃等主角們所居住的地方。地址為「緑市浅葱町4-16」。不准養寵物、不可彈鋼琴、男生嚴禁出入（家屬除外）。被認為是山吹高中美術科的怪人所聚居的地方。租約為期1年，更新租約時，可選擇搬到空置的房間。
1樓租金是45,000日圓、2樓是46,000日圓，但宮子的房間（202室）卻只需40,000日圓。那是因為以前公寓維修時資金不足，房東自己動手。但是房間濕氣重的問題上，房東只是到街上買乾燥劑放在地毯下了事，下雨天漏水問題亦非常嚴重，所以202室的租金較其它房間便宜。
在由乃還是1年級生的時候，房東邀請了主角4人為向陽莊門牌五個字：「ひ」「だ」「ま」「り」「荘」重新設計及製作。在作品中提及，向陽莊曾被稱為「血濺莊」（血溜まり荘）、「閉咀莊」（お黙り荘）等，此外，山吹高中的某部分學生稱之為「調皮鬼的公寓」（やんちゃアパート）。
因為乃莉和小薺的入住而難得在3年以來6個房間皆有人住。另外、小薺是向陽莊首個普通科學生。
基於乃莉要求可以上網，所以向陽莊特地舖設了上網線（ADSL），但只有乃莉在使用。
山吹高中
作為私立學校，其特點是普通科以外還設有美術科，因此吸引了很多不同地方的人來入讀。雖然是男女校，但美術科以女生佔多數，男女比例為1/3左右。入讀後班別不會轉變，由入學到畢業的3年間都是跟同一班同學上課（但班主任卻有可能變更）。1個年級有6班，而美術科為A、B兩班，普通科則是A－D共4班。

## 出版書籍
| 冊數 | 芳文社         | 芳文社                                                          | 尖端出版       | 尖端出版               |
| 冊數 | 發售日期       | ISBN                                                            | 發售日期       | EAN／ISBN              |
| ---- | -------------- | --------------------------------------------------------------- | -------------- | ---------------------- |
| 1    | 2005年10月27日 | ISBN 978-4-8322-7549-2                                          | 2007年8月8日   | EAN 471-7702-21273-5   |
| 2    | 2006年12月27日 | ISBN 978-4-8322-7607-9 ISBN 978-4-8322-7606-2（附贈日曆限定版） | 2007年10月20日 | EAN 471-7702-21274-2   |
| 3    | 2008年2月27日  | ISBN 978-4-8322-7681-9                                          | 2008年7月21日  | EAN 471-7702-21934-5   |
| 4    | 2008年12月25日 | ISBN 978-4-8322-7762-5                                          | 2009年4月16日  | EAN 471-7702-22419-6   |
| 5    | 2010年3月27日  | ISBN 978-4-8322-7897-4                                          | 2011年6月21日  | EAN 471-7702-23954-1   |
| 6    | 2011年8月27日  | ISBN 978-4-8322-4057-5                                          | 2014年1月23日  | EAN 471-7702-24465-1   |
| 7    | 2012年12月19日 | ISBN 978-4-8322-4240-1                                          | 2014年3月13日  | EAN 471-7702-25677-7   |
| 8    | 2015年2月27日  | ISBN 978-4-8322-4529-7                                          | 2017年4月28日  | ISBN 978-957-10-7386-6 |
| 9    | 2016年11月26日 | ISBN 978-4-8322-4769-7                                          |                |                        |
| 10   | 2020年3月27日  | ISBN 978-4-8322-7178-4                                          |                |                        |

## 跨媒體展開
電視動畫

## 外部連結
- 向陽素描電視動畫官方網站（页面存档备份，存于） （日語）